# قرار مجلس الأمن التابع للأمم المتحدة رقم 236
اُعْتُمِدَ قرار مجلس الأمن التابع للأمم المتحدة رقم 236 في 11 يونيو 1967، بعد مراجعة التقارير الشفوية من الأمين العام، وأدان المجلس أي انتهاكات لوقف إطلاق النار الذي دعا له القرار 234. وطلب المجلس من الأمين العام أن يواصل تحقيقاته ويقدم له تقارير في أقرب وقت ممكن كما أكد على مطالبته بوقف إطلاق النار. ودعا المجلس إلى العودة الفورية لمواقع وقف إطلاق النار من أي قوات قد تكون تقدمت للأمام بعد الساعة 16:30 بتوقيت غرينتش في 10 يونيو 1967، ودعا إلى التعاون الكامل مع رئيس أركان هيئة الأمم المتحدة لمراقبة الهدنة والمراقبين في تنفيذ قرار وقف إطلاق النار.
اُعْتُمِدَ القرار رقم 236 بالإجماع في الاجتماع الذي طلبت عقده سوريا.